# Wirkstoffklasse
Stoffe, die eine pharmakologische Wirkung auf einen lebenden Organismus ausüben können, werden aus Gründen der Übersichtlichkeit gemeinhin verschiedenen Wirkstoffklassen, auch als Wirkstoffgruppen bezeichnet, zugeteilt. Gängige Einteilungen, wie das ATC-Klassifikationssystem, unterscheiden nach dem Organsystem, in dem der Stoff überwiegend seine Wirkung entfaltet, der Art der Wirkung und der Art der chemischen Verbindung. Die Art der Wirkung kann weiter unterteilt werden nach klinischen Gesichtspunkten, also den direkt am Patienten zu beobachtenden Auswirkungen, und den auf biochemischer Ebene ausgelösten Reaktionen. 